# Đảo Côn Sơn
Côn Sơn, Côn Lôn hay Phú Hải là đảo lớn nhất trong quần đảo Côn Đảo, tỉnh Bà Rịa – Vũng Tàu, Việt Nam. Người phương Tây trước đây thường gọi đảo là Poulo Condor, xuất phát từ Pulo Condore (một cách đọc trại tiếng Mã Lai Pulau Condore, trong đó "pulau" nghĩa là "đảo" hay "cù lao"). Đảo có diện tích 51,52 km². Thị trấn huyện lỵ và nhà tù Côn Đảo nằm trên đảo này. Nhìn trên bản đồ, đảo Côn Sơn có hình dáng như con tê giác đang quay mặt về hướng Đông Bắc. Đảo Côn Sơn chiếm khoảng 2/3 diện tích của quần đảo Côn Đảo.

## Lịch sử
Năm 1702, Công ty Đông Ấn Anh thành lập một khu định cư trên đảo Poulo Condor ngoài khơi bờ biển phía nam của Đàng Trong.
Năm 1705, khu đồn trú và khu định cư đã bị phá hủy.
Năm 1787, thông qua Hiệp ước Versailles, Nguyễn Ánh hứa sẽ nhường lại Poulo Condor cho Pháp, đổi lại vua Louis XVI hứa sẽ giúp Nguyễn Ánh giành lại ngai vàng, bằng cách cung cấp 1.650 quân (1.200 quân kaffir, 200 binh sĩ pháo binh và 250 lính người da đen) trên bốn tàu frigate.
Năm 1861, chính quyền của thực dân Pháp thành lập một nhà tù trên đảo để giam cầm các tù nhân chính trị.
Năm 1954, nhà tù đã được chuyển giao cho Chính phủ Việt Nam Cộng hòa để giam cầm những tù nhân chính trị.

## Khí hậu
| Dữ liệu khí hậu của Côn Sơn (đảo)                            | Dữ liệu khí hậu của Côn Sơn (đảo) | Dữ liệu khí hậu của Côn Sơn (đảo) | Dữ liệu khí hậu của Côn Sơn (đảo) | Dữ liệu khí hậu của Côn Sơn (đảo) | Dữ liệu khí hậu của Côn Sơn (đảo) | Dữ liệu khí hậu của Côn Sơn (đảo) | Dữ liệu khí hậu của Côn Sơn (đảo) | Dữ liệu khí hậu của Côn Sơn (đảo) | Dữ liệu khí hậu của Côn Sơn (đảo) | Dữ liệu khí hậu của Côn Sơn (đảo) | Dữ liệu khí hậu của Côn Sơn (đảo) | Dữ liệu khí hậu của Côn Sơn (đảo) | Dữ liệu khí hậu của Côn Sơn (đảo) |
| Tháng                                                        | 1                                 | 2                                 | 3                                 | 4                                 | 5                                 | 6                                 | 7                                 | 8                                 | 9                                 | 10                                | 11                                | 12                                | Năm                               |
| ------------------------------------------------------------ | --------------------------------- | --------------------------------- | --------------------------------- | --------------------------------- | --------------------------------- | --------------------------------- | --------------------------------- | --------------------------------- | --------------------------------- | --------------------------------- | --------------------------------- | --------------------------------- | --------------------------------- |
| Cao kỉ lục °C (°F)                                           | 31.6 (88.9)                       | 31.8 (89.2)                       | 32.6 (90.7)                       | 35.1 (95.2)                       | 35.5 (95.9)                       | 34.5 (94.1)                       | 34.0 (93.2)                       | 33.5 (92.3)                       | 32.9 (91.2)                       | 32.5 (90.5)                       | 32.0 (89.6)                       | 31.0 (87.8)                       | 35.5 (95.9)                       |
| Trung bình ngày tối đa °C (°F)                               | 27.8 (82.0)                       | 28.6 (83.5)                       | 30.2 (86.4)                       | 31.7 (89.1)                       | 31.9 (89.4)                       | 30.9 (87.6)                       | 30.5 (86.9)                       | 30.3 (86.5)                       | 30.2 (86.4)                       | 29.9 (85.8)                       | 29.1 (84.4)                       | 27.9 (82.2)                       | 29.9 (85.8)                       |
| Trung bình ngày °C (°F)                                      | 25.2 (77.4)                       | 25.6 (78.1)                       | 26.7 (80.1)                       | 28.0 (82.4)                       | 28.3 (82.9)                       | 27.9 (82.2)                       | 27.7 (81.9)                       | 27.6 (81.7)                       | 27.3 (81.1)                       | 26.9 (80.4)                       | 26.7 (80.1)                       | 25.7 (78.3)                       | 27.0 (80.6)                       |
| Tối thiểu trung bình ngày °C (°F)                            | 24.0 (75.2)                       | 23.9 (75.0)                       | 24.4 (75.9)                       | 25.2 (77.4)                       | 25.2 (77.4)                       | 25.0 (77.0)                       | 25.0 (77.0)                       | 25.0 (77.0)                       | 24.7 (76.5)                       | 24.5 (76.1)                       | 25.0 (77.0)                       | 24.4 (75.9)                       | 24.7 (76.5)                       |
| Thấp kỉ lục °C (°F)                                          | 17.9 (64.2)                       | 17.7 (63.9)                       | 19.0 (66.2)                       | 19.2 (66.6)                       | 21.3 (70.3)                       | 21.5 (70.7)                       | 20.6 (69.1)                       | 21.0 (69.8)                       | 21.4 (70.5)                       | 21.1 (70.0)                       | 19.0 (66.2)                       | 19.7 (67.5)                       | 17.7 (63.9)                       |
| Lượng Giáng thủy trung bình mm (inches)                      | 8 (0.3)                           | 5 (0.2)                           | 7 (0.3)                           | 36 (1.4)                          | 196 (7.7)                         | 301 (11.9)                        | 278 (10.9)                        | 314 (12.4)                        | 317 (12.5)                        | 373 (14.7)                        | 177 (7.0)                         | 57 (2.2)                          | 2.069 (81.5)                      |
| Số ngày giáng thủy trung bình                                | 1.1                               | 0.4                               | 1.2                               | 4.8                               | 13.2                              | 19.0                              | 17.9                              | 19.1                              | 19.1                              | 19.3                              | 11.2                              | 4.3                               | 130.6                             |
| Độ ẩm tương đối trung bình (%)                               | 77.8                              | 79.6                              | 79.8                              | 79.1                              | 80.4                              | 81.0                              | 80.8                              | 80.4                              | 82.2                              | 84.4                              | 81.9                              | 79.5                              | 80.6                              |
| Số giờ nắng trung bình tháng                                 | 211                               | 222                               | 268                               | 270                               | 219                               | 169                               | 181                               | 174                               | 159                               | 156                               | 156                               | 168                               | 2.351                             |
| Nguồn: Vietnam Institute for Building Science and Technology |                                   |                                   |                                   |                                   |                                   |                                   |                                   |                                   |                                   |                                   |                                   |                                   |                                   |